# Halleh Ghorashi

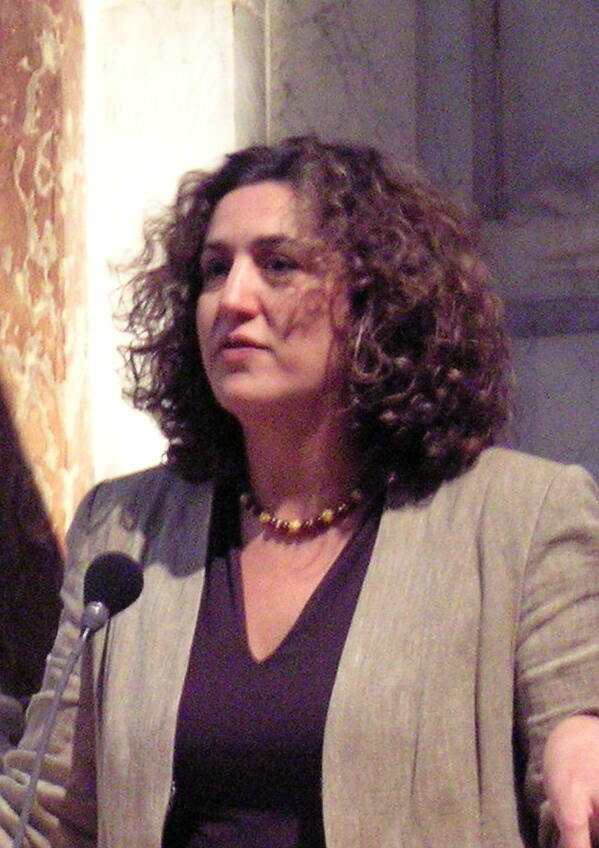
Ghorashi bei einer Kundgebung von Hans Dijkstal's Een Land Een Samenleving in Amsterdam, 2006.

Halleh Ghorashi (auch Ghoreishi; geb. 30. Juli 1962 in Teheran, Iran) ist eine iranisch-niederländische Anthropologin. Von 2005 bis 2012 hatte sie den PaVEM-Sitz beim Management für Diversität und Integration der Abteilung für Organisationswissenschaften an der Vrije Universiteit in Amsterdam. Sie gewann 2008 den Integrationspreis De Triomf.

## Biografie
Ghorashi wuchs im Iran auf. 1980 erlangte sie dort ein Highschool-Diplom in Sozialwissenschaften und Ökonomie. 1988 kam sie als politischer Flüchtling in die Niederlande. Sie studierte Kulturanthropologie an der Vrije Universiteit Amsterdam und erhielt im Mai 2001 ihren Ph.D. an der Radboud-Universität Nijmegen. Ihre Dissertation heißt Ways to Survive, Battles to Win: Iranian Women Exiles in the Netherlands and the U.S. 2005 wurde sie zum Professor ernannt. 2006 wurde Ghorashi die erste Amtsinhaberin auf dem Sitz für Management für Diversität und Integration, empfohlen durch die PaVEM, dem niederländischen Komitee für Teilhabe von Frauen und ethnischen Minderheiten. Ihre Einsetzung fand in Anwesenheit von Prinzessin Máxima der Niederlande, der Vorsitzenden des PaVEM, statt, und wurde breit in den niederländischen Medien berichtet.
2008 war Ghorashi Ko-Organisatorin einer Konferenz der muslimischen Diaspora. 2009 war sie Sprecherin bei einem Protest vor dem Binnenhof (dem niederländischen Parlamentsgebäude).
Halleh Ghorashi gilt als Verfechterin einer inklusiveren politischen Denkweise, entgegen dem politischen Klima der Niederlande Anfang des 21. Jahrhunderts mit seinen starken Populisten und seinem anti-islamischen Diskurs. Ghorashi argumentiert, dass wenn Immigranten verteufelt und aus der politischen Debatte ausgeschlossen werden, eine Integration in die niederländische Gesellschaft nicht erwartet werden kann.
2010 listete sie das niederländische feministische Magazin Opzij als eine der mächtigsten Frauen der Niederlande. 2020 wurde sie in die Königlich Niederländische Akademie der Wissenschaften gewählt.

## Werke

### Bücher
- Ways to Survive, Battles to Win. Iranian Women Exiles in the Netherlands and United States. Nova Science Publishers, New York 2003, ISBN 1-59033-552-X (englisch).
- Oscar Salemink, Halleh Ghorashi, Marja Spierenburg: The transnational construction of local conflicts and protests. In: European Journal of Anthropology. Nr. 47. Berghahn Books, Oxford / New York 2006.
- Halleh Ghorashi, Sharam Alghasi, Thomas Hylland Eriksen: Paradoxes of Cultural Recognition. Perspectives from Northern Europe. Ashgate Publishing, Farnham 2009, ISBN 978-0-7546-9585-1 (englisch).
  - Dix Eeke: Paradoxes of Cultural Recognition. Perspectives from Northern by Sharam Alghasi, Thomas Hylland Eriksen, Halleh Ghorashi Europe (Review). In: Nations and Nationalism. Band 16, Nr. 1, Januar 2010, S. 192–194, doi:10.1111/j.1469-8129.2010.00440_2.x (englisch).
- Haideh Moghissi, Halleh Ghorashi: Muslim diaspora in the West. Negotiating gender, home and belonging. Ashgate, Farnham 2011, ISBN 978-1-4094-0287-9 (englisch).

### Wissenschaftliche Arbeiten und Berichte
- Iranian Islamic and Secular Feminists: Allies or Enemies? (= Occasional paper Middle East Research Associates. 27). Amsterdam 1996.
- Agents of Change or Passive Victims. The Impact of Welfare States (the Case of the Netherlands) on Refugees. In: Journal of Refugee Studies. Band 18, Nr. 2, 1. Juni 2005, S. 181–198, doi:10.1093/refuge/fei020.
- When the Boundaries are Blurred. The Significance of Feminist Methods in Research. In: European Journal of Women’s Studies. Band 12, Nr. 3, 25. Juli 2016, S. 363–375, doi:10.1177/1350506805054275.
- mit E. Szepietowska: Diversiteit is niet alleen kleur iE. n organisaties. Diversiteitsbeleid en –praktijk in de Nederlandse Goede Doelen Organisaties. UAF, Utrecht 2010 (hallehghorashi.com PDF).
- mit F. ten Holder: Kleine stappen van grote betekenis: een nieuw perspectief op humane opvang van asielzoekers. Stichting de Vrolijkheid, Amsterdam 2012 (hallehghorashi.com PDF).
- mit Ida Sabelis: Juggling difference and sameness: Rethinking strategies for diversity in organizations. In: Scandinavian Journal of Management. Band 29, Nr. 1. ScienceDirect, März 2013, S. 78–86, doi:10.1016/j.scaman.2012.11.002 (Sonderausgabe: Managing in Time).
- mit Elena Ponzoni: Reviving agency. Taking time and making space for rethinking diversity and inclusion. In: European Journal of Social Work. Band 17, Nr. 2. Taylor & Francis, 15. März 2014, S. 161–174, doi:10.1080/13691457.2013.777332.
- Bringing polyphony one step further. Relational narratives of women from the position of difference. In: Women’s Studies International Forum. Band 43. ScienceDirect, März 2014, S. 59–66, doi:10.1016/j.wsif.2013.07.019 (Sonderausgabe: Embodied Engagement).